# Tullunion

Tullunioner

En tullunion är ett frihandelsområde med en gemensam handelspolitik, bland annat med gemensamma tullavgifter och importkvoter mot omvärlden.
Europeiska unionen är ett exempel på en tullunion. Det innebär att EU har avskaffat tullar och andra handelshinder mellan sina medlemsstater samtidigt som det finns en gemensam handelspolitik mot omvärlden. Samma tull ska betalas för en vara som importeras från ett land utanför EU, oavsett vilken medlemsstat inom unionen som importerar den. EU är dock mer än bara en tullunion. Med sin inre marknad finns även gemensamma regler för varor, tjänster och arbetstagare, till exempel gemensamma arbetstidsbestämmelser och en gemensam kemikalielagstiftning. Europeiska ekonomiska samarbetsområdet är en utvidgning där några fler länder får vara med i EU:s inre marknad på villkor att de accepterar EU:s regler, men dessa länder omfattas inte av tullunionen och den gemensamma handelspolitiken.
Exempel på nuvarande tullunioner:
- Europeiska unionen (EU)
- Mercosur

Exempel på tidigare tullunioner:
- North American Free Trade Agreement (Nafta)